# 纖細隱魚
纖細隱鱼，又稱鰻形細潛魚、駝背潛魚 、细鳗潜鱼、纤细隐鱼，為輻鰭魚綱鼬魚目隱鱼科鼬魚亞目的其中一種。

## 分布
本魚於印度西太平洋區，包括南非、馬達加斯加、留尼旺、模里西斯、葉門、馬爾地夫、印度、澳洲、日本、台灣、印尼、薩摩亞群島、吉里巴斯、密克羅尼西亞、新喀里多尼亞、帛琉、菲律賓、越南等海域。

## 深度
水深0至62公尺。

## 特徵
本魚體側扁且極度延長成長鞭狀，口小，有鋼絲刷狀齒，缺乏增大的齒骨或上頜骨前的尖牙，眼大。魚體透明，肉紅色，內臟與脊椎骨幾乎清晰可見。體長可達30公分。

## 生態
本魚棲息在珊瑚礁或岩礁區，為極隱密性的魚類，常與海參或饅頭海星共生，躲藏在牠們的體腔中；性膽小，遇危險則立即躲入宿主體內，極少離開宿主太遠。肉食性，以小型橈足類為主。

## 經濟利用
非食用魚，其特殊的行為，可供教育研究用。

## 扩展阅读
維基物種上的相關：纖細隱鱼